# Culto a John Frum

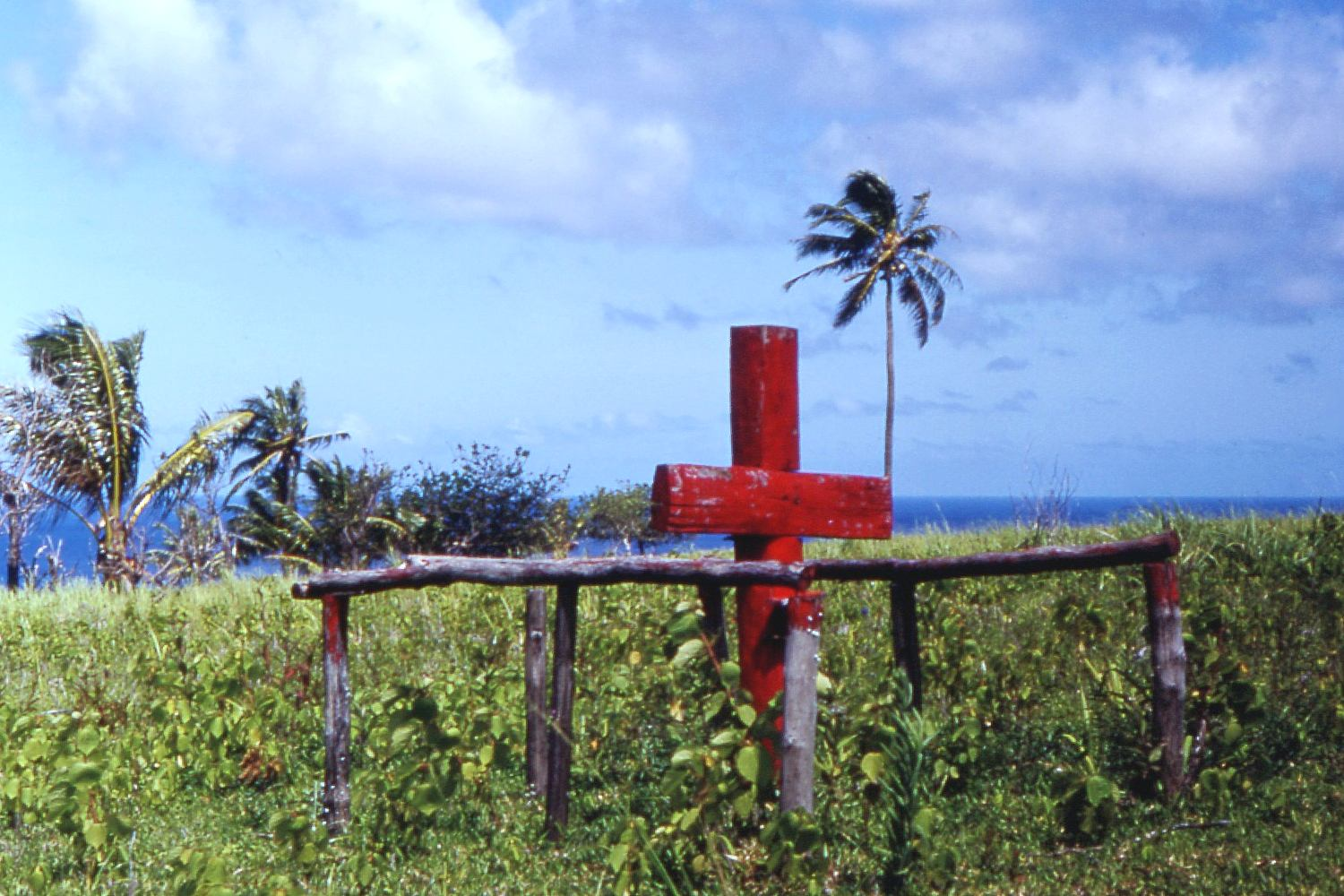
Cruz ceremonial del culto a John Frum.

El culto a John Frum es un culto cargo surgido en la década de 1940 en Tanna, en el archipiélago de Vanuatu, en el cual se adora a una persona conocida como John Frum, que se supone que abandonó la isla prometiendo que volvería con regalos. No se sabe con certeza si John Frum ha existido realmente. Una leyenda afirma que se trataba de un hombre de poca estatura con el pelo blanco, un tono de voz alto y que usaba un abrigo con botones brillantes. En caso de haber existido, podría haberse tratado de un miembro de las Fuerzas Armadas de los Estados Unidos. Unas leyendas afirman que los nativos pudieron ver ese nombre escrito en un uniforme; otras creen que algún soldado se presentaría como «John from America» (John, de Estados Unidos) y solo la primera parte de la presentación se recordó.
Los nativos seguidores del culto creen que John Frum volverá un día a la isla cargado de cargamento y provisiones, entre las que se incluirían un motor de 25 CV para el barco del pueblo. Todos los 15 de febrero los seguidores del culto celebran el día de John Frum, siendo ese el día en el que John Frum volverá, aunque los seguidores del culto desconocen el año.